# Downton Abbey (film)
Downton Abbey er britisk historisk periode drama film, skrevet af Julian Fellowes og instrueret af Michael Engler. Det er en fortsættelse af tv-serien med samme navn, skabt af Fellowes, der kørte på ITV fra 2010 til 2015.
Filmen er sat i 1927–1929 og indeholder et kongeligt besøg i Downton Abbey af kong George V og dronning Mary.